# 坪塘乡
坪塘乡，是中华人民共和国四川省凉山彝族自治州会东县曾经下辖的一个乡。

## 行政区划
坪塘乡撤销前下辖以下地区：
放马坪村、三坪村、黑塘村、云南村和戚家湾村。